# Aita Seacă
Aita Seacă (węg. Szárazajta) – wieś w Rumunii, w okręgu Covasna, w gminie Bățani. W 2011 roku liczyła 697 mieszkańców.